# 裴垍
裴垍（765—811年），字弘中，絳州聞喜縣人，唐朝官員，曾為宰相。出自河东裴氏定著五房之一的东眷裴，隋朝太子斋帅、内直监裴师道七代孙，高陵县令裴昱第二子。

## 生平
裴垍弱冠時以進士出身，又以賢良方正對策第一，補美原縣尉，拜监察御史，转殿中侍御史、尚书礼部员外郎，貞元二十一年（805年）担任考功二员外郎，遷翰林學士。裴垍任翰林学士期间“小心敬慎，甚稱中旨”、“垍守正不受请托，考核皆务才实”，尽力完善法律制度。
元和二年（807年）敘任中書舍人，当时李吉甫方拜相，不知该如何用人，便向裴垍请教。裴垍随即列出三十人的名字，李吉甫按照他给的列表录用人才，受人称赞。
元和三年（808年）裴垍年方四十四歲，鬚髮盡白，代替李吉甫以中書侍郎、同平章事入相。在担任宰相的期间，裴垍提拔了许多能人贤士，包括裴度、李绛、崔群、韦贯之等，这些人后来都相继入相。白居易《贈裴垍官制》稱：“故太子賓客裴垍，忠正恭慎，佐予為理，事君盡禮，徇國忘身。”
元和五年（810年），裴垍因病罢相，改任兵部尚书。元和六年（811年）再改任太子宾客，後旋即病逝，追贈太子太傅，时年四十七。元稹在《感夢》詩中曰：“自從裴公無，吾道甘已矣。”

## 家庭
祖父裴璘，隰州隰川县令，赠屯田员外郎；祖母京兆韦氏，河东县君。
父亲裴昱，高陵县令，追赠太傅；母亲乐安孙氏，中书舍人、刑部侍郎孙逖女，追封吴国太夫人。
儿子裴鍠、裴處休。裴處休娶隴西李氏的宣州治中李有則之女，生有一女裴氏（842年—873年），嫁知盐铁陈许院事、侍御史、内供奉、赐绯鱼袋孙虬。裴处休又有孙乡贡进士裴巖。
女儿嫁給博陵崔檟，官至朝散大夫、太子司議郎。

## 延伸阅读
[在维基数据编辑]
 在维基文库阅读此作者作品
 《舊唐書/卷148》，出自刘昫《舊唐書》
 《新唐書·卷169》，出自《新唐書》